# Los Ybanez
Los Ybanez is een plaats (city) in de Amerikaanse staat Texas, en valt bestuurlijk gezien onder Dawson County.

## Demografie
Bij de volkstelling in 2000 werd het aantal inwoners vastgesteld op 32.
In 2006 is het aantal inwoners door het United States Census Bureau geschat op 30, een daling van 2 (-6,3%).

## Geografie
Volgens het United States Census Bureau beslaat de plaats een oppervlakte van
0,2 km², geheel bestaande uit land.

## Plaatsen in de nabije omgeving
De onderstaande figuur toont nabijgelegen plaatsen in een straal van 52 km rond Los Ybanez.